# Rhipidoglossum
Rhipidoglossum là một chi thực vật có hoa trong họ, Orchidaceae.